# Luis Javier Campuzano Piña

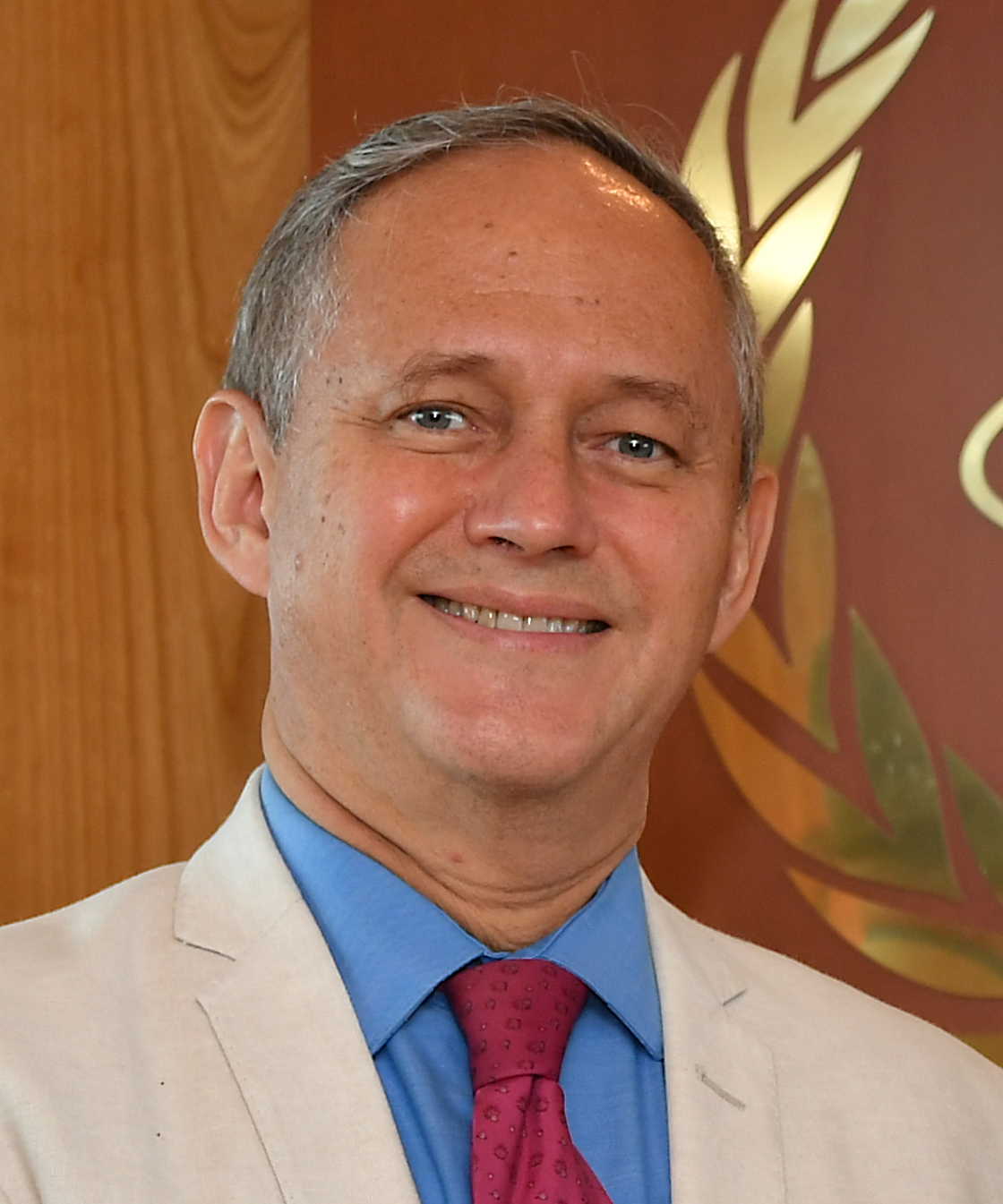
Luis Javier Campuzano Piña (2020)

Luis Javier Campuzano Piña (* 21. Juni 1960 in Mexiko-Stadt) ist ein mexikanischer Diplomat.

## Werdegang
Luis Javier Campuzano Piña war von 1989 bis 1990 Berater im mexikanischen Außenministerium. Von 1990 bis 1996 war er Vertreter Mexikos bei der IAEO in Wien. Von 1996 bis 1998 war er persönlicher Assistent des Unterstaatssekretärs für internationale Zusammenarbeit. 1998 und 1999 war er technischer Assistent im Büro des Außenministers. Von 1999 bis 2001 war Luis Javier Campuzano Piña Attaché für Wirtschaft und Soziales bei der Mission von Mexiko bei den Vereinten Nationen. Von 2001 bis 2004 war er stellvertretender Vertreter Mexikos bei den Internationalen Organisationen in Wien. Von 2004 bis 2006 war Luis Javier Campuzano Piña Attaché für Menschenrechte bei den Internationalen Organisationen in Genf. Von 2006 bis 2009 war er stellvertretender Vertreter Mexikos bei der Organisation Amerikanischer Staaten. Von 2009 bis 2014 war Luis Javier Campuzano Piña mexikanischer Botschafter in Kenia und gleichzeitig Vertreter bei UNEP und UNO-Habitat. Danach ging er für drei Jahre als mexikanischer Botschafter nach Norwegen. Von 2017 bis 2018 war er Generaldirektor der Organisation der Vereinten Nationen. Von 2018 bis 2020 leitete er das Unterstaatssekretariat für multilaterale Angelegenheiten und Menschenrechte des mexikanischen Außenministeriums. Seit 30. Juni 2020 ist er mexikanischer Botschafter in Österreich und Ständiger Vertreter bei den Vereinten Nationen in Wien.

## Privates
Luis Javier Campuzano Piña ist verheiratet und hat vier Kinder. Er spricht Spanisch, Deutsch und Englisch.